# انصار الاسلام کردستان
انصار الاسلام کردستان (کردی: ئەنسارولئیسلام له کوردستاندا)، که به اختصار، انصار الاسلام (کردی: ئەنسارولئیسلام) نیز نامیده می‌شود، یک گروه شبه‌نظامی و جدایی‌خواه اسلامگرای کرد است. این گروه، در شمال عراق، در اطراف اقلیم کردستان، توسط اسلامگرایان کرد تأسیس شد که از اعضای طالبان و داوطلبان سابق القاعده که در سال ۲۰۰۱، پس از سقوط کابل، از افغانستان باز می‌گشتند، بودند. انگیزه این گروه، ایجاد یک حکومت اسلامی در اطراف کردستان و حفاظت از کردها در برابر سایر گروه‌های شورشی مسلح است.